# Киринская митрополия
Кири́нская митропо́лия (греч. Ιερά Μητρόπολη Κυρήνης) — епархия Александрийской Православной Церкви на территории мухафазы Матрух, Египет. Правящий архиерей носит титул: «митрополит Киринский, ипертим и экзарх Ливийского полуострова».
Кафедральным городом считается Мерса-Матрух, хотя исторически центром был город Кирина (ныне — ливийский город Шаххат).

## История
По преданию-епископская кафедра в Кирине, ведёт своё начало с апостольских времён. Это был второй африканский город после Александрии, в котором проповедовал апостол Марк. Ле Киен упоминает шесть епископов Кирены, и согласно византийскому преданию первым был святой Луций Киринеянин (Деяния. 13:1); святой Феодор принял мученическую смерть при Диоклетиане; около 370 года Филон осмелился единилично посвятить епископа для Гидры, и ему наследовал его племянник Филон; Руф встал на сторону Диоскора на разбойничьем Синоде в Эфеса в 449 году; Леонтий жил около 600 года. Старый город, разрушенный арабским нашествием в седьмом веке, не заселен, но его место до сих пор называется Кренна (Кирена).
В истории современного Александрийского Патриархата наименование «Киринский» присваивалось архиереям-викариям, в последние годы-патриаршим представителям при других Поместных Церквях. Так в 1990—1996 епископ Киринский был представителем Патриарха Александрийского в Афинах, в 1997—2019 годы — при Патриархе Московском и Всея Руси, настоятель Александрийского подворья в Москве.
Решением Священного Синода от 6 октября 2009 года Киринская кафедра была объявлена снова действующей епархией и была возведена в ранг митрополии. К епархии отошла египетская часть Ливийской пустыни c храмом в городе Мерса-Матрух

## Епископы
- Спиридон (24 января 1867 — 4 сентября 1876)
- Феодор (Хорефтакис) (7 июня 1990 — 12 марта 1997)
- Афанасий (Киккотис) (c 28 ноября 1999)